# Onze-Lieve-Vrouwekerk (Waasmunster)

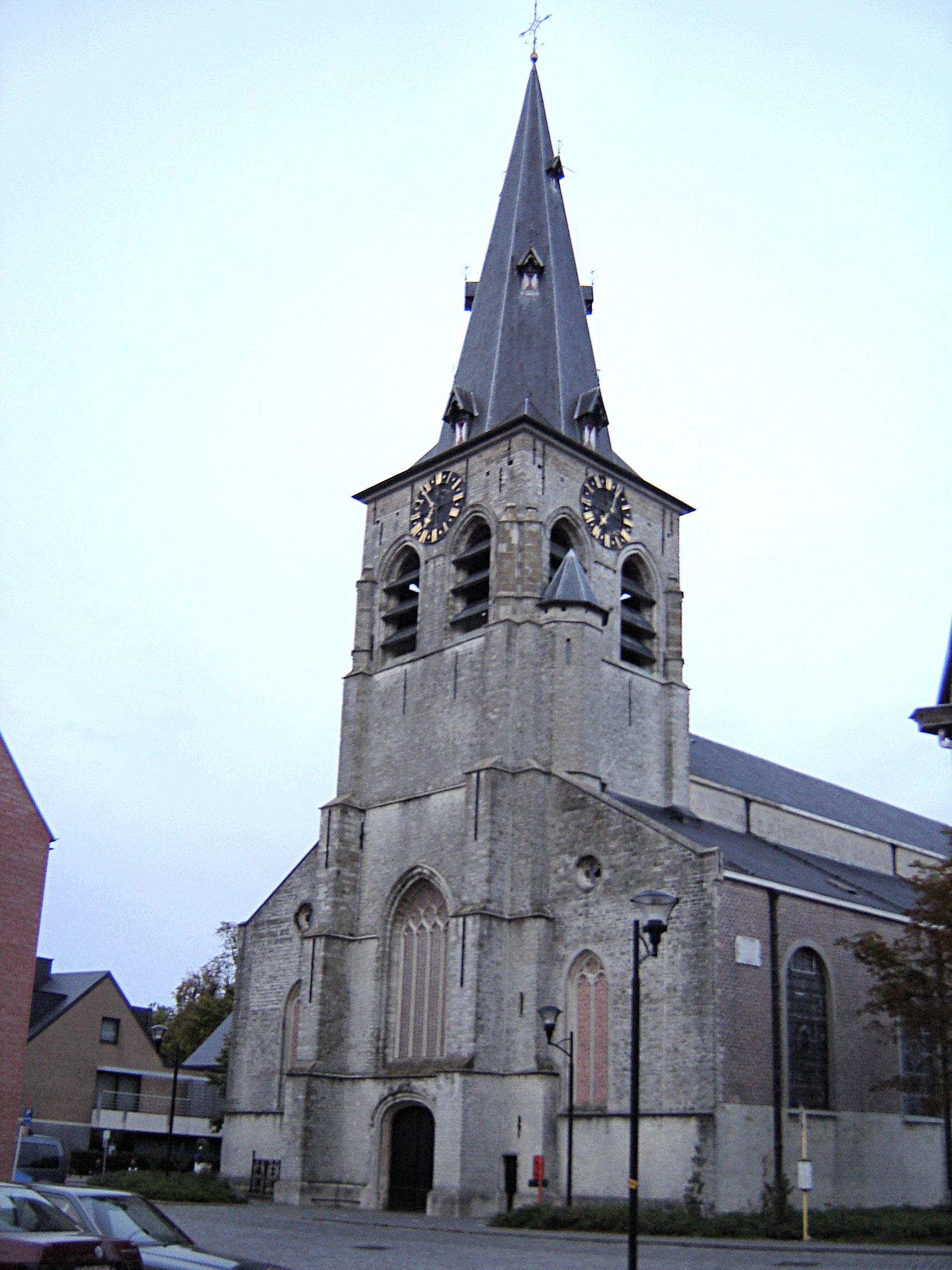
Onze-Lieve-Vrouwekerk

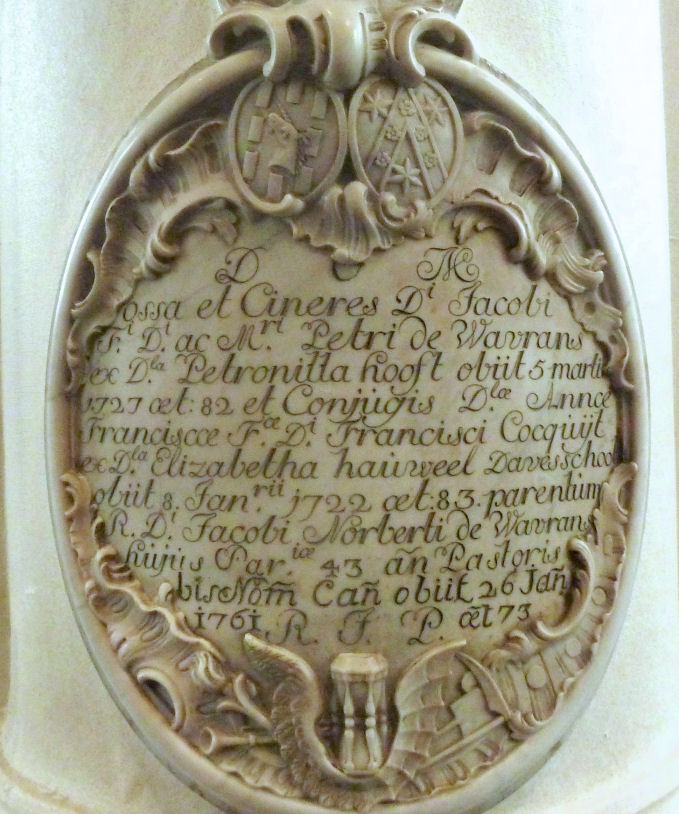
Steen uit marmer met de wapenschilden van Petrus de Wavrans

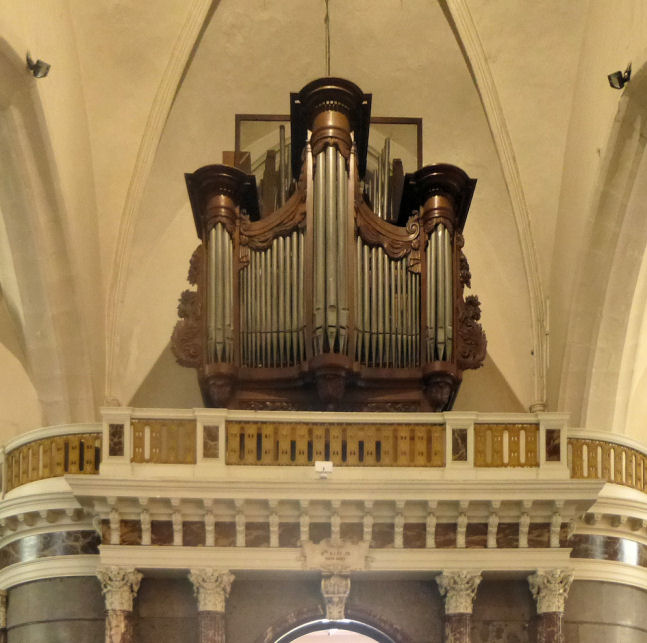
het orgel

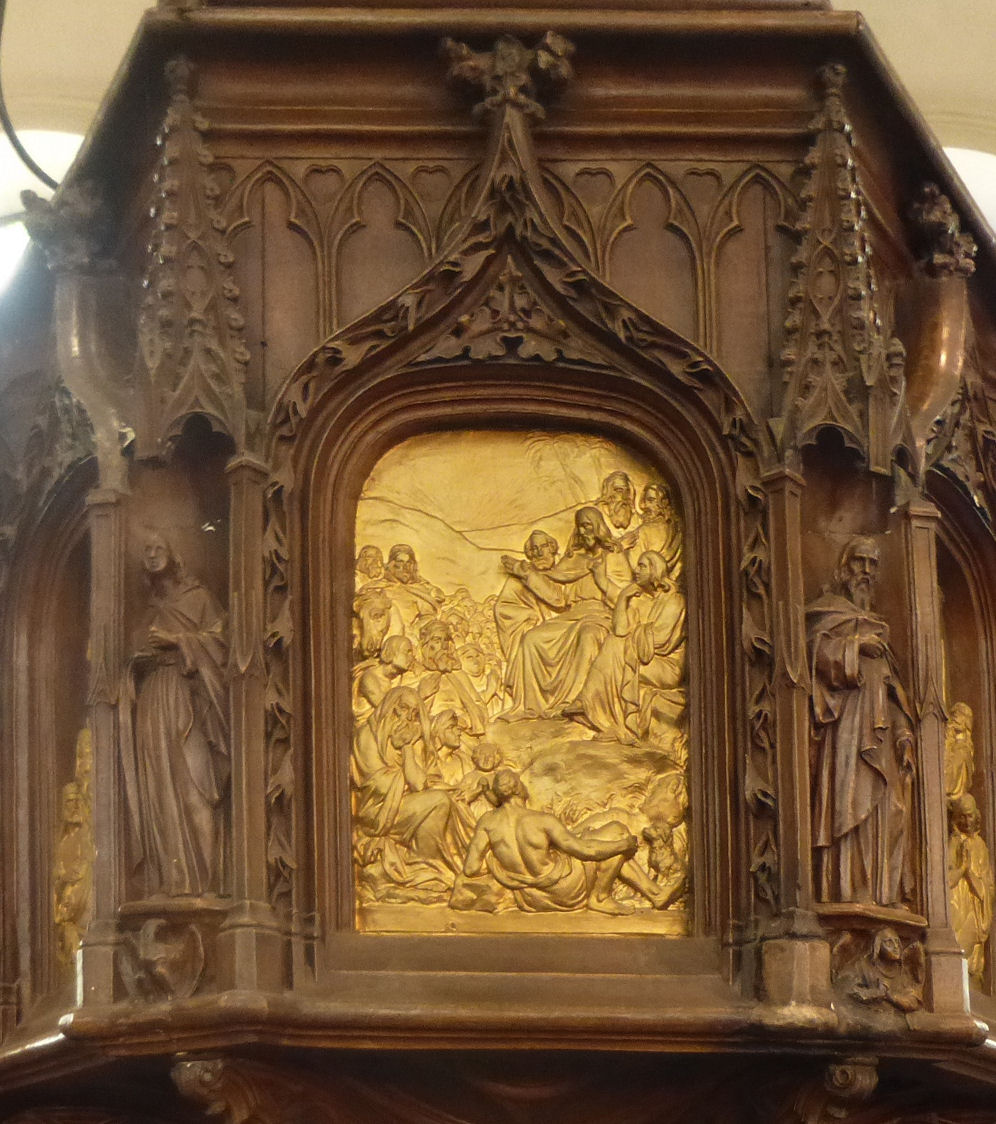
detail van de neogotische preekstoel

De Onze-Lieve-Vrouwekerk (voluit: Onze-Lieve-Vrouw en Sint-Petrus en Pauluskerk) is de parochiekerk van de Oost-Vlaamse plaats Waasmunster, gelegen aan de Kerkstraat.

## Geschiedenis
In 2005-2006 werd archeologisch onderzoek gedaan waaruit de voorgeschiedenis van de kerk enigszins kon worden afgeleid. Waasmunster was de moederparochie van het Waasland en in 1117 bestond deze al, want in dat jaar splitste de parochie van Kemzeke zich af. Lokeren volgde in 1139 en Sint-Niklaas, Belsele en Sinaai in 1217. Het voornoemd archeologisch onderzoek maakt het bestaan van een driebeukig romaans kerkje waarschijnlijk. Voor die tijd stond er vermoedelijk een eenbeukig kerkje dat werd gebouwd met Gallo-Romeins materiaal. Het romaanse kerkje werd omstreeks 1500 verbouwd in laatgotische stijl. Hiervoor werd kalkzandsteen gebruikt.
Einde 16e eeuw liep de kerk grote schade op door de Beeldenstorm. Het herstel duurde lang. Het schip werd opgetrokken in 1608 en het koor kwam gereed in 1617. In 1855 werd het middenschip verhoogd en in 1868 werd de toren enigszins verhoogd en kreeg deze een hoge naaldspits.

## Gebouw
Het betreft een pseudobasilicale kerk met ingebouwde westtoren. De westgevel en de toren zijn in zandsteen uitgevoerd en in laatgotische stijl. Uitbreidingen van het schip en zijbeuken zijn deels in baksteen en werden uitgevoerd in neoclassicistische stijl.
De kerk bezit enkele 17e-eeuwse schilderijen, zoals Golgotha, Aanbidding der herders en Verrijzenis (beide omstreeks 1600 en van de school van Otto Venius), Verrezen Christus en de boetvaardige zondaars (17e-eeuws altaarstuk in het Sint-Annakoor), Voorbereiding tot de geseling van Christus (omstreeks 1635, door Quellinus). Verder diverse 17e-eeuwse heiligenbeelden.
Het koorgestoelte is van 1716, het doopvont is van 1619, en er zijn talrijke 18e-eeuwse graf- en gedenkplaten.
In de klokkentoren hangen drie klokken. De klokken zijn uitzonderlijk groot voor zo'n kleine gemeente. De luidenklokken horen normaliter thuis in een kathedraaltoren. De drie huidige klokken die tot de dag vandaag nog steeds in de toren hangen, zijn gegoten door Sergeys te Leuven in 1951. De klokken werden voorzien van een rechte luidas. Het gehele systeem van de luidklokken, uurslag en wijzerplaten wordt aangestuurd door een Apollo II van Clock-o-matic.

### Overzicht klokken
- Klok 1: Fernanda (Bourdon), slagtoon B°, gewicht 3164 kg, diameter 1,69 m
- Klok 2: Lucas, slagtoon Cis1, gewicht 1846 kg, diameter 1,435 m
- Klok 3: Susanna, slagtoon Dis1, gewicht 1322 kg, diameter 1,28 m